# Internationale Gartenbauausstellung 2013

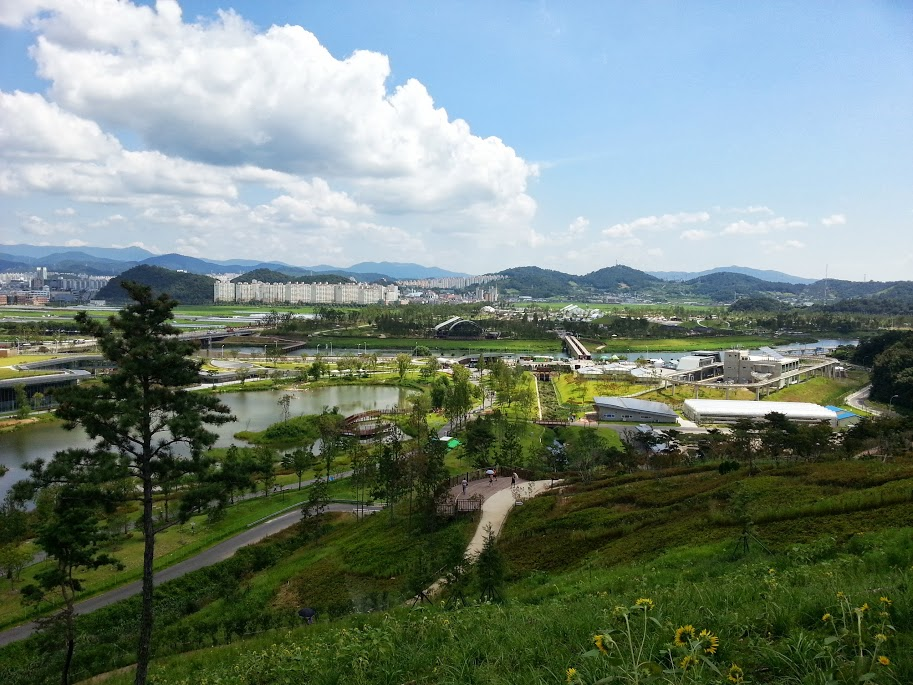
Panorama der International Garden Exposition Suncheon Bay Korea 2013

Die Suncheon Bay Garden Expo 2013 war eine Internationale Gartenbauausstellung, die im Sommer 2013 in der Provinzstadt Suncheon in Südkorea stattfand.

## Vergabe
Die Association internationale des producteurs d’horticulture (AIPH, Internationaler Verband des Erwerbsgartenbaus) beschloss 2009, erstmals eine Internationale Gartenschau in Südkorea durchzuführen. Suncheon ist bekannt für ihr Wattenmeer und die riesigen Schilffelder, die die Wattenmeerbucht füllen. Suncheon Bay zählt zu den fünf größten Küstenfeuchtgebieten der Welt.

## Ausstellung
Die IGA 2013 hatte die Themen Garten der Erde und Suncheon-Bucht. Die Themenbereiche waren:
- Nationengärten (10 teilnehmende Länder aus Europa, Amerika und Asien)
- Gärten der Partizipation (ca. 30 verschiedene Gärten gestaltet von Schriftstellern, Bürgern und Geschäftsleuten)
- Blumengarten (Vier-Jahreszeiten-Garten, Blumenpfad, Blumenbrücke, Blumental)
- Wasser- und Waldgarten (Wassergarten mit See, Teich, Talwasser, Feuchtgebietsgärten und Gärten im Wald)
- Asiatische Kräutergärten (Gärten der Naturheilkunde)
- Arboretum (Baumgärten mit Park- und Gartenbäumen, Waldgesellschaft der warmgemäßigten Zone, Azaleengarten, Koreanischer Traditionsgarten)
- Internationales Feuchtgebietszentrum (Ausstellungen zu globalen Themen wie Feuchtgebiets- und Klimaschutz, kulturelle Veranstaltungen und internationale Tagungen)
- Retentionspark (Multifunktionale Retentionsfläche).

Zwischen dem 20. April 2013 und dem 20. Oktober 2013 besuchten 4,4 Millionen Gäste die 152 Hektar große Ausstellung an der Suncheon-Bucht.

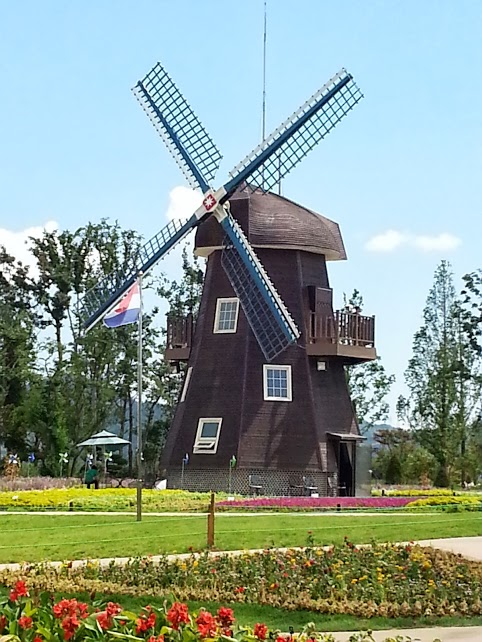
Niederländischer Garten der International Garden Exposition Suncheon Bay Korea 2013

## Weitere IGA
Eine weitere Internationale Gartenbauausstellung fand 2023 in Suncheon unter dem Namen 2023 Suncheonman International Garden Expo statt.